# Vitamina B2

Riboflavina, también conocida como vitamina B2. Los tres anillos forman la isoaloxacina y el ribitol es la cadena de 5 carbonos en la parte inferior.

La vitamina B2 o riboflavina (anteriormente vitamina G) es un nucleósido formado por la base nitrogenada flavina y por la pentosa ribitol (un derivado de la ribosa) y que forma parte del complejo B. Llamada vitamina B2 en primera instancia, contenía sin duda una mezcla de factores promotores del desarrollo, uno de los cuales fue aislado y resultó ser un pigmento amarillo, al que desde 1935 se le denominó riboflavina. La riboflavina sigue denominándose a veces con el nombre de vitamina B2. La riboflavina pertenece al grupo de pigmentos amarillos fluorescentes llamados flavinas. En 1879 fue descubierto un pigmento amarillo verdoso en la leche, pero su significado biológico no se entendió hasta 1932, cuando un grupo de investigadores alemanes aisló la enzima amarilla de Warburg de la levadura y encontraron que el material era necesario para la actividad de una enzima respiratoria intracelular. La vitamina B2 es un micronutriente con un rol clave en el mantenimiento de la salud de los animales. Es el componente principal de los cofactores FAD y FMN y por ende es requerida por todas las flavoproteínas, así como para una amplia variedad de procesos celulares. Como otras vitaminas del complejo B, tiene un papel importante en el metabolismo energético y se requiere en el metabolismo de lípidos, carbohidratos, proteínas y aminoácidos. Se encuentra en abundancia en alimentos como leche, vegetales verdes, arroz, etc.
La vitamina B2 es una vitamina hidrosoluble de color amarillo, constituida por un anillo de isoaloxazina dimetilado al que se une el ribitol, un alcohol derivado de la ribosa. Los tres anillos forman la isoaloxacina y el ribitol es la cadena de 5 carbonos en la parte superior.
Esta vitamina es sensible a la luz solar y a ciertos tratamientos como la pasteurización, proceso que hace perder el 20 % de su contenido. Por ejemplo, la exposición a la luz solar de un vaso de leche durante dos horas hace perder el 50 % del contenido de vitamina B2. Algunas fuentes de vitamina B2 son: leche, queso, vegetales de hoja verde, hígado y legumbres. La riboflavina fue descubierta en 1920, aislada en 1933 y sintetizada por vez primera en 1935.

## Funciones
La vitamina B2 es necesaria para la integridad de la piel, las mucosas y de forma especial para la córnea, por su actividad oxigenadora, siendo imprescindible para la buena visión. Su requerimiento se incrementa en función de las calorías consumidas en la dieta: a mayor consumo calórico, mayor es la necesidad de vitamina B2. Esta vitamina es extremadamente importante para la producción de energía en el organismo. Otra de sus funciones consiste en desintoxicar el organismo de sustancias nocivas, además de participar en el metabolismo de otras vitaminas. Como se ha mencionado, sus fuentes naturales son las carnes y lácteos, cereales, levaduras y vegetales verdes.
Las coenzimas de flavina FMN y FAD aceptan pares de átomos de hidrógeno, formando FMNH2 y FADH2. En esta forma pueden participar en reacciones de óxido-reducción de uno o dos electrones. El FMN y el FAD actúan como grupos prostéticos de varias enzimas flavoproteínas que catalizan reacciones de óxido-reducción en las células y actúan como transportadores de hidrógeno en el sistema de transporte electrónico mitocondrial. El FMN y el FAD también son coenzimas de deshidrogenasas que catalizan las oxidaciones iniciales de los ácidos grasos y de varios productos indeterminados del metabolismo de la glucosa. El FMN también es necesario para la conversión de la piridoxina (vitamina B6) en su forma funcional, fosfato de piridoxal. El FAD también es necesario para la biosíntesis de la vitamina niacina —o bien vitamina B3 o vitamina PP— a partir del aminoácido triptofano.
En otras funciones celulares, mecanismos dependientes de la riboflavina y del difosfato dinucleótido de nicotinamida y adenina (NADPH) parecen combatir la lesión oxidativa de la célula.

## Requerimientos
Sus necesidades diarias son de 1,3 mg para niños y de 1,6 mg para adultos al día. Es importante destacar que la riboflavina no se almacena en el organismo, por lo que el exceso se elimina por vía urinaria.

## Toxicidad
El consumo de riboflavina por vía oral no resulta tóxica, además su baja solubilidad limita la absorción a nivel intestinal, por lo que no es posible absorber cantidades peligrosas. Incluso la administración de B2 en dosis inyectadas, no es perjudicial, ya que el exceso se excreta en la orina, coloreando la misma con un tono amarillo brillante.

## Síntesis industrial
Para la síntesis de riboflavina a escala industrial, se han desarrollado numerosos procesos biotecnológicos, utilizando diferentes microorganismos, entre los que se pueden mencionar hongos filamentosos y levaduras como Ashbya gossypii, Cándida famata y Cándida flaveri, y bacterias como Corynebacterium ammoniagenes o Bacillus subtilis. Estos últimos microorganismos, han sido genéticamente modificados para incrementar la producción de riboflavina, en especial para el uso de riboflavina en los procesos de fortificación de alimentos. Por ejemplo, en Corea del Sur, la compañía química BASF ha instalado una planta especializada en la producción de riboflavina utilizando el hongo Ashbya gossypii (emparentado con Saccharomyces cerevisieae).